# David Schnegg
David Schnegg (Mils bei Imst, 29 de septiembre de 1998) es un futbolista austriaco que juega en la demarcación de defensa para el D. C. United de la Major League Soccer.

## Selección nacional
Hizo su debut con la selección de fútbol de Austria el 7 de septiembre de 2023 en un partido amistoso contra Moldavia que finalizó con un resultado de empate a uno tras el gol de Vitalie Damașcan para Moldavia, y de Michael Gregoritsch para Austria.

## Clubes
| Club                   | País           | Año       | Partidos | Goles |
| ---------------------- | -------------- | --------- | -------- | ----- |
| WSG Wattens            | Austria        | 2017-2018 | 15       | 2     |
| F. C. Liefering        | Austria        | 2018-2019 | 16       | 1     |
| FC Juniors OÖ          | Austria        | 2019-2020 | 14       | 1     |
| LASK                   | Austria        | 2019-2020 | 3        | 0     |
| WSG Tirol (cedido)     | Austria        | 2020-2021 | 31       | 2     |
| Venezia F. C.          | Italia         | 2021-2022 | 7        | 0     |
| F. C. Crotone (cedido) | Italia         | 2022      | 15       | 1     |
| S. K. Sturm Graz       | Austria        | 2022-2024 | 77       | 4     |
| D. C. United           | Estados Unidos | 2024-     | 5        | 1     |

## Palmarés

### Campeonatos nacionales
| Título          | Club             | País    | Año  |
| --------------- | ---------------- | ------- | ---- |
| Copa de Austria | S. K. Sturm Graz | Austria | 2024 |
| Bundesliga      | S. K. Sturm Graz | Austria | 2024 |